# Надир Рустамли
Надир Рашид оглу Рустамли (азер. Nadir Rəşid oğlu Rüstəmli; Салијан, 8. јул 1999)  је азербејџански певач. Рустамли је победио у другој сезони Гласа Азербејџана. Он је представљао Азербејџан на Песми Евровизије 2022. године и завршио је на 16. месту у финалу.

## Биографија
Рођен је у Салијану. У млађим годинама школовао се за клавир у музичкој школи Гулу Асгаров у свом родном граду. Рустамли је 2021. године дипломирао на Азербејџанском универзитету за туризам и менаџмент са дипломом пословне администрације.

## Каријера
Почевши од 2017. године, Рустамли је учествовао на разним такмичењима, укључујући међународно такмичење Youthvision 2019, где је од 20 такмичара завршио на другом месту.
Године 2021. био је на аудицији за другу сезону Гласа Азербејџана. Одабрао је да буде у тиму Елдара. У јануару 2022. победио је у емисији са процентом телегласа од 42,6%.
Дана 16. фебруара 2022, Иџтимаи телевизија је објавила да је интерно одабрала Рустамлија да представља Азербејџан на Песми Евровизије 2022. године. Заузео је 10. место у другом полуфиналу са 96 поена, које је добио од жирија, што га је квалификовало за финале. Рустамли је у великом финалу освојио је 16. место.

## Дискографија

### Синглови
- "Mashup" (2021)
- "Fade to Black" (2022)